# Mercury (Savoie)
Pour les articles homonymes, voir Mercury.
Mercury est une commune française située dans le département de la Savoie en région Auvergne-Rhône-Alpes, à proximité d'Albertville.

## Géographie

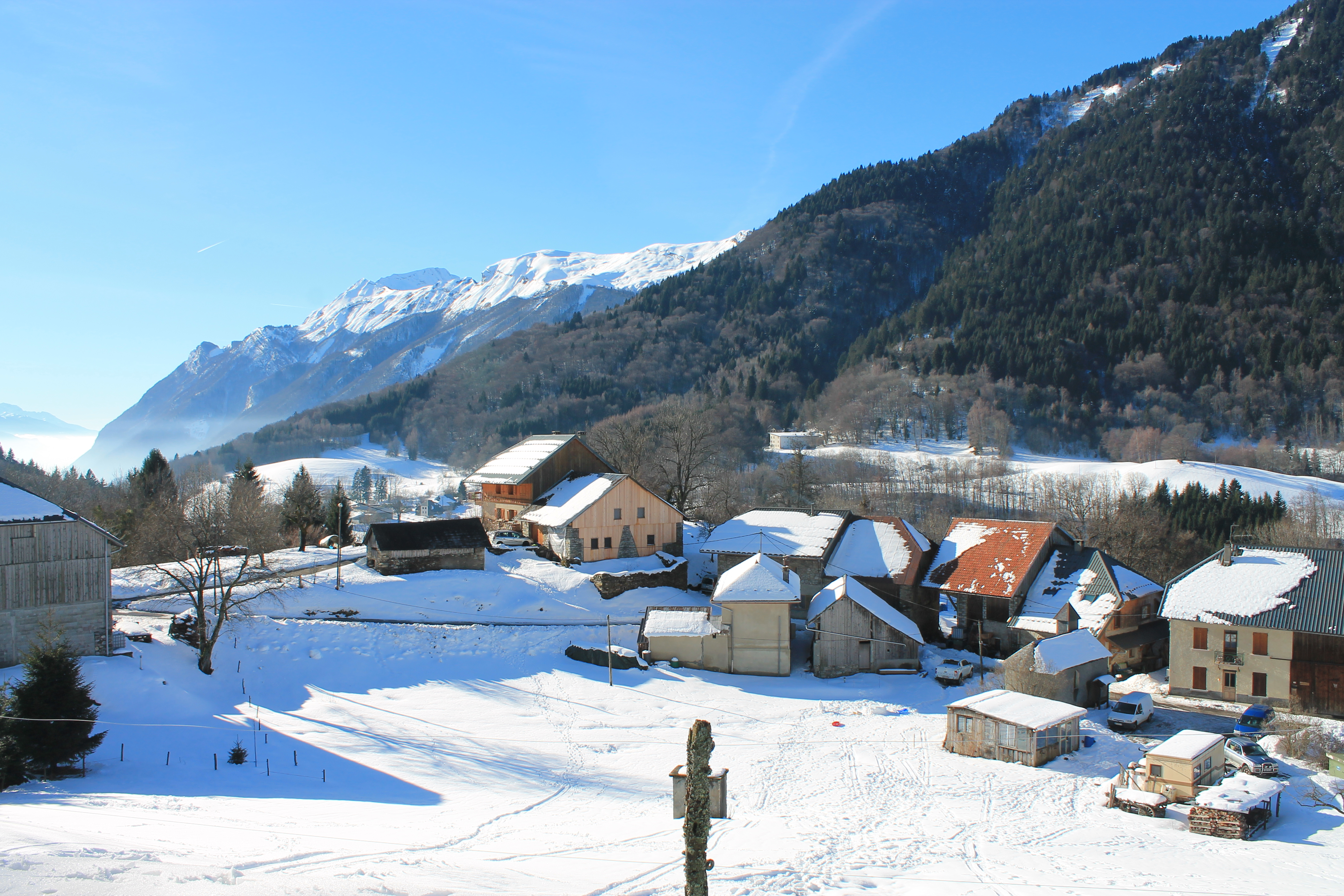
Hameau de la Ramaz et chapelle de Notre-Dame-Des-Neiges (hiver 2017).

Mercury est située dans la Combe de Savoie, qui appartenait historiquement à la province de Savoie Propre.

### Climat
Pour des articles plus généraux, voir Climat d'Auvergne-Rhône-Alpes et Climat de la Savoie.
En 2010, le climat de la commune est de type climat de montagne, selon une étude du Centre national de la recherche scientifique s'appuyant sur une série de données couvrant la période 1971-2000. En 2020, Météo-France publie une typologie des climats de la France métropolitaine dans laquelle la commune est exposée à un climat de montagne ou de marges de montagne et est dans la région climatique Alpes du nord, caractérisée par une pluviométrie annuelle de 1 200 à 1 500 mm, irrégulièrement répartie en été.
Pour la période 1971-2000, la température annuelle moyenne est de 10,3 °C, avec une amplitude thermique annuelle de 18,6 °C. Le cumul annuel moyen de précipitations est de 1 484 mm, avec 10,2 jours de précipitations en janvier et 9,4 jours en juillet. Pour la période 1991-2020, la température moyenne annuelle observée sur la station météorologique de Météo-France la plus proche, « Gilly sur Isère », sur la commune de Gilly-sur-Isère à 2 km à vol d'oiseau, est de 11,4 °C et le cumul annuel moyen de précipitations est de 1 353,7 mm,. Pour l'avenir, les paramètres climatiques de la commune estimés pour 2050 selon différents scénarios d'émission de gaz à effet de serre sont consultables sur un site dédié publié par Météo-France en novembre 2022.
| Mois                                  | jan.           | fév.          | mars            | avril           | mai             | juin         | jui.           | août           | sep.            | oct.            | nov.          | déc.          | année    |
| ------------------------------------- | -------------- | ------------- | --------------- | --------------- | --------------- | ------------ | -------------- | -------------- | --------------- | --------------- | ------------- | ------------- | -------- |
| Température minimale moyenne (°C)     | −2,8           | −2,1          | 1,5             | 4,5             | 8,7             | 12,3         | 14             | 13,8           | 10,2            | 6,2             | 1,2           | −1,9          | 5,5      |
| Température moyenne (°C)              | 1,7            | 3,3           | 7,8             | 11,3            | 15,3            | 18,9         | 20,7           | 20,5           | 16,4            | 12              | 6,1           | 2,3           | 11,4     |
| Température maximale moyenne (°C)     | 6,3            | 8,8           | 14,1            | 18              | 21,8            | 25,4         | 27,5           | 27,1           | 22,7            | 17,7            | 10,9          | 6,5           | 17,2     |
| Record de froid (°C) date du record   | −24 06.01.1985 | −19 05.02.12  | −10,5 01.03.05  | −4,3 01.04.1987 | −1,4 01.05.1984 | 0,8 01.06.06 | 4,9 05.07.1984 | 3,4 31.08.1995 | −1,4 26.09.02   | −6 30.10.1997   | −15 27.11.05  | −16 24.12.01  | −24 1985 |
| Record de chaleur (°C) date du record | 16,9 31.01.20  | 23 24.02.1990 | 26,2 22.03.1990 | 29,6 21.04.18   | 33,1 24.05.09   | 36 30.06.03  | 38,3 07.07.15  | 39 13.08.03    | 33,2 16.09.1986 | 29,8 03.10.1985 | 23,3 12.11.18 | 19,6 17.12.19 | 39 2003  |
| Précipitations (mm)                   | 135,9          | 105,8         | 108             | 92,7            | 109,1           | 104,8        | 100,3          | 107,5          | 97,3            | 109             | 125,5         | 157,8         | 1 353,7  |

## Urbanisme

### Typologie
Au 1er janvier 2024, Mercury est catégorisée ceinture urbaine, selon la nouvelle grille communale de densité à sept niveaux définie par l'Insee en 2022.
Elle appartient à l'unité urbaine d'Albertville, une agglomération intra-départementale regroupant 17  communes, dont elle est une commune de la banlieue,,. Par ailleurs la commune fait partie de l'aire d'attraction d'Albertville, dont elle est une commune de la couronne,. Cette aire, qui regroupe 30 communes, est catégorisée dans les aires de 50 000 à moins de 200 000 habitants,.

### Occupation des sols
L'occupation des sols de la commune, telle qu'elle ressort de la base de données européenne d’occupation biophysique des sols Corine Land Cover (CLC), est marquée par l'importance des forêts et milieux semi-naturels (62,5 % en 2018), une proportion sensiblement équivalente à celle de 1990 (62,9 %). La répartition détaillée en 2018 est la suivante : 
forêts (51,9 %), zones agricoles hétérogènes (23,9 %), zones urbanisées (9 %), espaces ouverts, sans ou avec peu de végétation (8,2 %), prairies (4,6 %), milieux à végétation arbustive et/ou herbacée (2,4 %).
L'IGN met par ailleurs à disposition un outil en ligne permettant de comparer l’évolution dans le temps de l’occupation des sols de la commune (ou de territoires à des échelles différentes). Plusieurs époques sont accessibles sous forme de cartes ou photos aériennes : la carte de Cassini (XVIIIe siècle), la carte d'état-major (1820-1866) et la période actuelle (1950 à aujourd'hui).

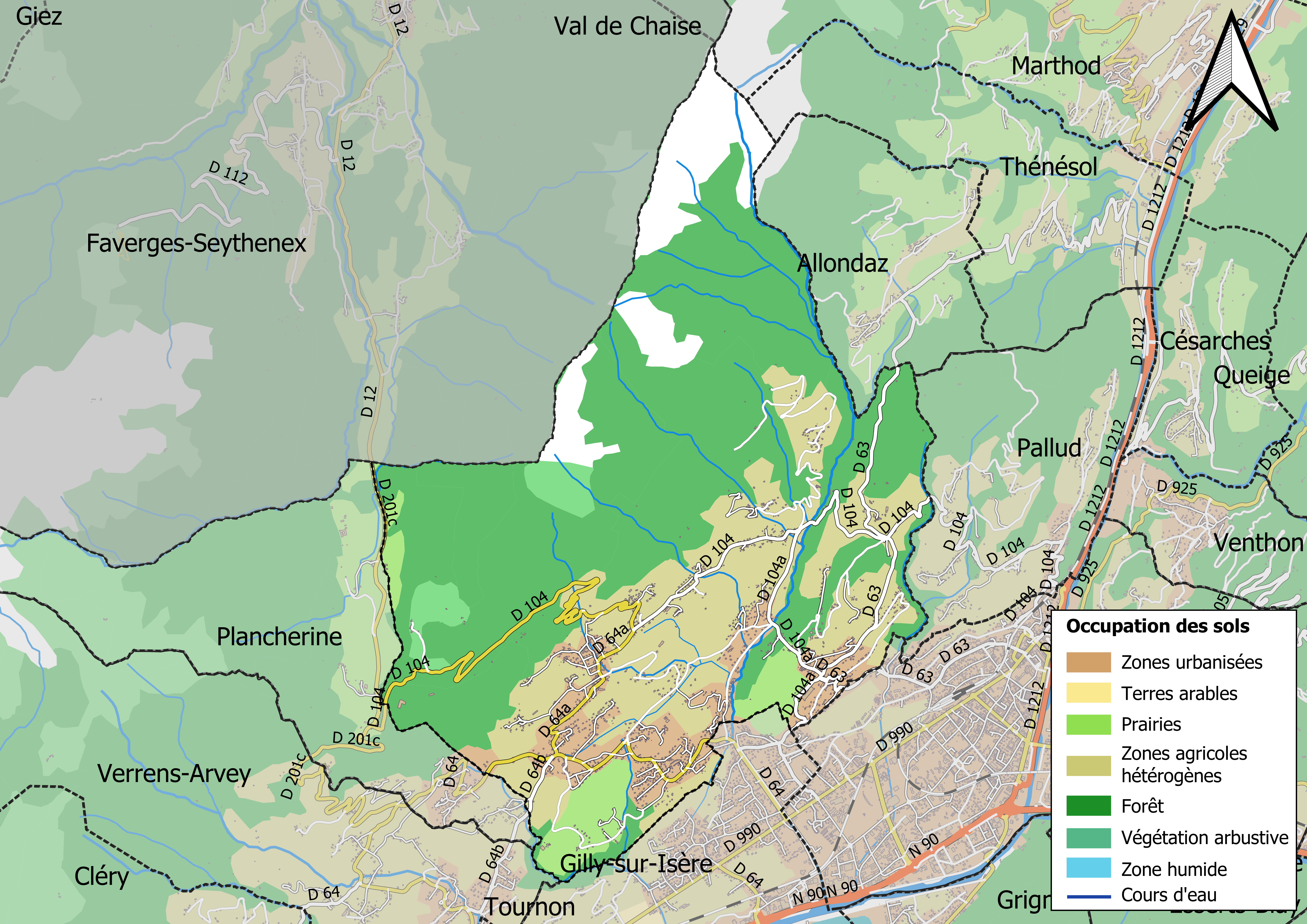
Carte des infrastructures et de l'occupation des sols en 2018 (CLC) de la commune.
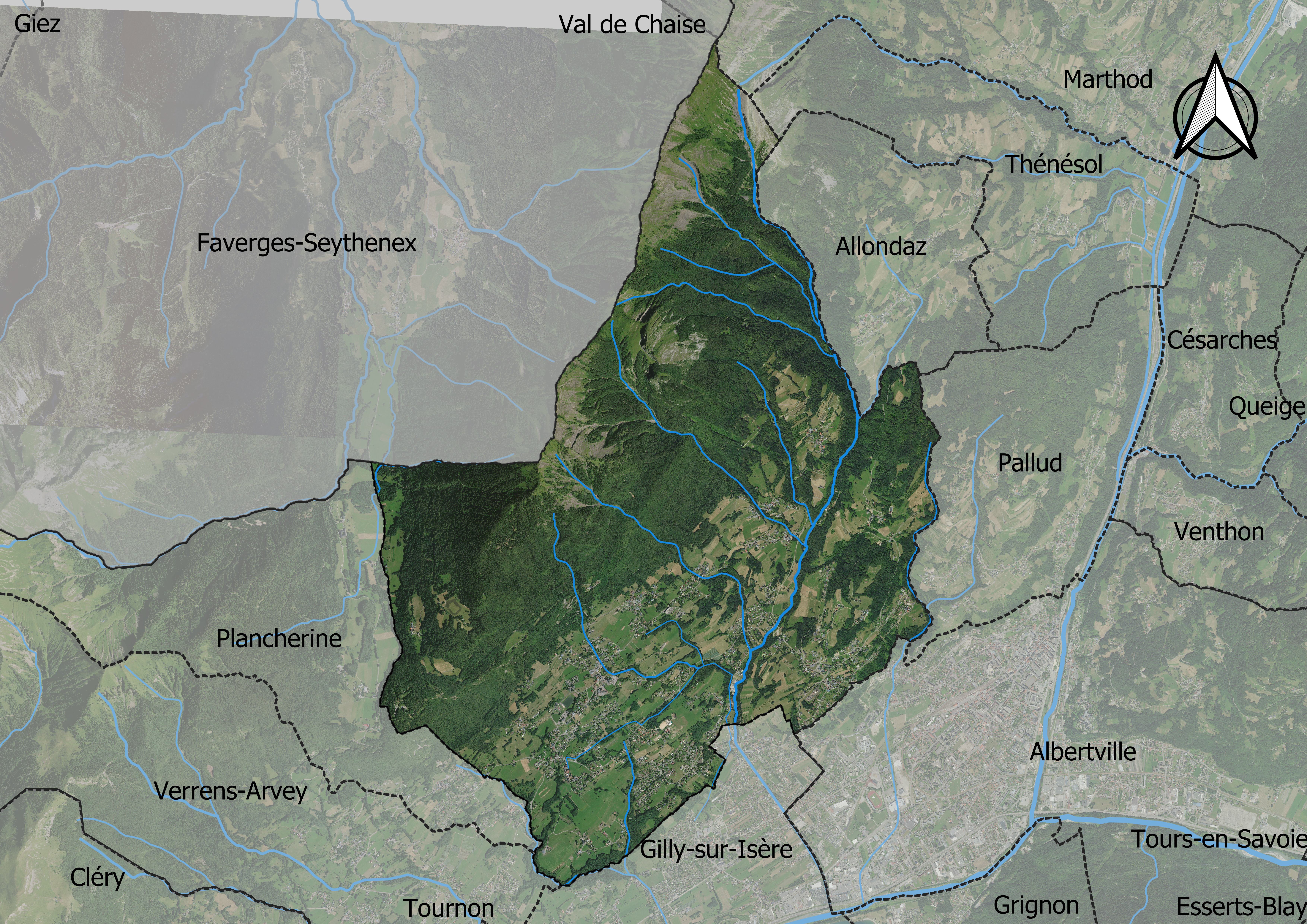
Carte orthophotogrammétrique de la commune.

## Toponymie
Le nom de la commune est officiel depuis le décret du 5 janvier 1965 (publié le 9 janvier 1965),. L'ancien nom était Mercury-Gémilly à la suite de la fusion des deux communes au XVIIIe siècle,.
Mercury
Les premières mentions du village de Mercury apparaissent au XIIe siècle. On trouve ainsi les formes Ecclesia de Mercurio, vers 1170, et Ecclesia de Mercuriaco, en 1184. Viennent ensuite les formes Mercuriey, en 1255, puis Ecclesia de Mercuriaco, au XIVe siècle.
Le toponyme semble être un nom de domaine d'origine gallo-romaine qui trouve son origine dans le *[fundus] Mercuriacus, dérivé avec le suffixe -acus du gentilice Mercurius,.
Gémilly
Les premières mentions du village de Gémilly remontent au XIIIe siècle. On trouve ainsi les formes Gimilici, en 1233, de Gimilliaco, en 1261, ou encore Gimilliacum, en 1265, puis Gemiliacum, au XIVe siècle4,.
Tout comme Mercury, le nom de Gémilly semble provenir d'nom de domaine d'origine gallo-romaine, reposant sur Gimil[l]iacum, dérivé avec le suffixe -acum du gentilice Gemilius.
Chevron
L'abbé Garin rappelait, dans une communication lors du Congrès des sociétés savantes savoisiennes de 1883, que « D'après les étymologistes le nom de Chevron vient de Caproe ou Capridunum, colline de la Chèvre, parce que l'antique château fort, appelé aujourd'hui Château-Vieux, était bâti au sommet d'un charmant monticule entouré de broussailles et d'arbrisseaux très convenables pour le pâturage des chèvres, capreoe. » Cette origine est celle retenue par Adolphe Gros. Le site est mentionné au XIIe siècle, on trouve ainsi les formes Cabridunum, en 1132, et Baronnia Chabriduni, en 1149, puis Chivrion et Chivrione, mais sans date, et encore Castrum de Chivrone, en 1216,.
En francoprovençal, le nom du village de Chevron s'écrit Stevron, selon la graphie de Conflans.

## Histoire
Importante seigneurie au XIIe siècle, tenue en fief par le comte de Savoie au XIVe. Commune formée par la réunion des paroisses de Mercury et Gemilly en 1807 sous le nom de Chevron. Nous retrouvons des traces de cela aujourd'hui puisque le nom de Chevronnais désigne toujours les habitants de la commune et que les armoiries de Mercury portent deux chevrons, l'un chargeant l'autre. L'armoirie présentée à droite est celle des Chevron-Villette qui lui succéda. L'armoirie des Chevron ne contient pas les 3 lions d'or.
Les paroisses de Mercury et Gemilly, qui ont fusionné au XVIIIe siècle, sont réunies en 1807 sous le nom de paroisse de Chevron. Le 9 janvier 1965, Mercury-Gémilly prend le nom de Mercury,.
De 1948 à 1970, La Belle Étoile, un centre de rederessement privé tenu par l'abbé Garin, fut le théâtre de sévices et mauvais traitements sur des centaines d'enfants, allant parfois jusqu'à la mort et au handicap définitif.
Le 12 mars 2022 se produit un séisme de magnitude 4,5 et dont l'hypocentre se trouve sous le village, à dix kilomètres de profondeur. La secousse qui ne provoque ni dégât matériel, ni blessé est bien ressentie dans la région d'Albertville, d'Annecy, de Chambéry et dans la vallée de la Tarentaise et plus faiblement dans le reste des deux Savoie jusqu'au bord du Léman et en Isère, jusqu'à Grenoble.

## Politique et administration

### Liste des maires
| Période                                  | Période   | Identité                     | Étiquette | Qualité                |
| ---------------------------------------- | --------- | ---------------------------- | --------- | ---------------------- |
| 1861                                     | ?         | Jean-Baptiste Mathias        |           | Notaire                |
| 1881                                     | ?         | Claude Marie Robert          |           |                        |
| 1888                                     | ?         | Joseph Marie Ract-Brancaz    |           |                        |
| 1902                                     | ?         | Joseph-Benjamin Ract-Brancaz |           | Géomètre               |
| Mars 1935                                | Mars 1965 | Fernand Bellet               |           | Entrepreneur           |
| Les données manquantes sont à compléter. |           |                              |           |                        |
| mars 1977                                | mars 2001 | Joseph Ract                  |           |                        |
| mars 2001                                | mars 2008 | Roger Dalby                  | app. UMP  |                        |
| mars 2008                                | mars 2014 | Robert Fillion               |           |                        |
| mars 2014                                | En cours  | Alain Zoccolo                | SE        | Cadre du secteur privé |
| Les données manquantes sont à compléter. |           |                              |           |                        |

### Jumelages
La commune n' est jumelée avec aucune commune à l'heure actuelle.

## Population et société

### Démographie
Les habitants de la commune sont appelés les Chevronnais,.

L'évolution du nombre d'habitants est connue à travers les recensements de la population effectués dans la commune depuis 1793. Pour les communes de moins de 10 000 habitants, une enquête de recensement portant sur toute la population est réalisée tous les cinq ans, les populations de référence des années intermédiaires étant quant à elles estimées par interpolation ou extrapolation. Pour la commune, le premier recensement exhaustif entrant dans le cadre du nouveau dispositif a été réalisé en 2006.

En 2022, la commune comptait 3 471 habitants, en évolution de +12,69 % par rapport à 2016 (Savoie : +3,63 %, France hors Mayotte : +2,11 %).
| 1793  | 1800  | 1806  | 1822  | 1838  | 1848  | 1858  | 1861  | 1866  |
| ----- | ----- | ----- | ----- | ----- | ----- | ----- | ----- | ----- |
| 1 540 | 1 322 | 1 870 | 1 820 | 1 920 | 1 837 | 1 658 | 1 680 | 1 678 |

| 1872  | 1876  | 1881  | 1886  | 1891  | 1896  | 1901  | 1906  | 1911  |
| ----- | ----- | ----- | ----- | ----- | ----- | ----- | ----- | ----- |
| 1 622 | 1 696 | 1 514 | 1 754 | 1 659 | 1 506 | 1 511 | 1 340 | 1 260 |

| 1921  | 1926  | 1931  | 1936  | 1946  | 1954  | 1962  | 1968  | 1975  |
| ----- | ----- | ----- | ----- | ----- | ----- | ----- | ----- | ----- |
| 1 185 | 1 063 | 1 034 | 1 068 | 1 105 | 1 263 | 1 297 | 1 370 | 1 620 |

| 1982  | 1990  | 1999  | 2006  | 2011  | 2016  | 2021  | 2022  | - |
| ----- | ----- | ----- | ----- | ----- | ----- | ----- | ----- | - |
| 2 037 | 2 154 | 2 330 | 2 649 | 2 893 | 3 080 | 3 411 | 3 471 | - |

## Culture locale et patrimoine

### Lieux et monuments

Patrimoine chevronnais
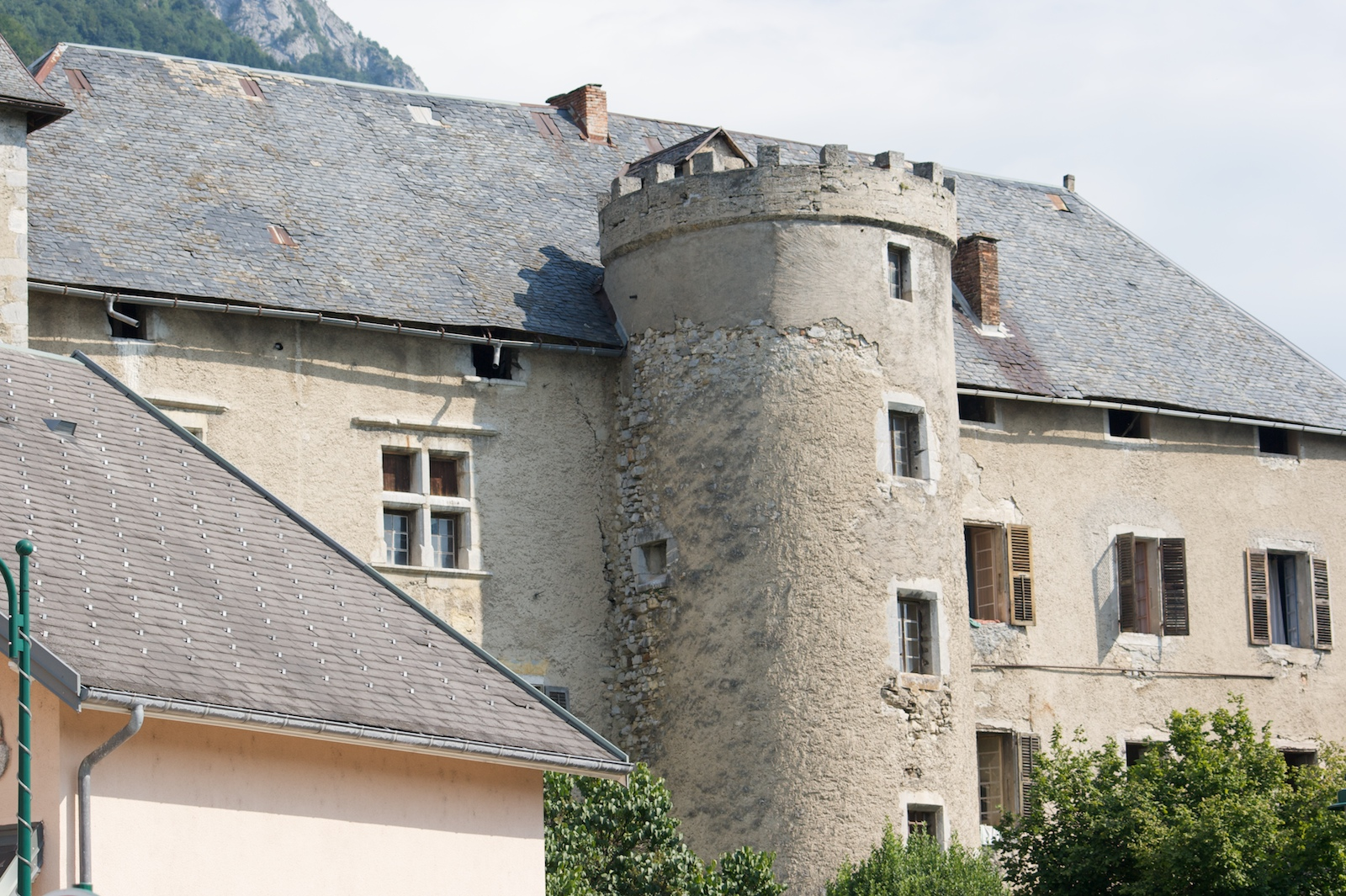
Tour du château de Chevron.
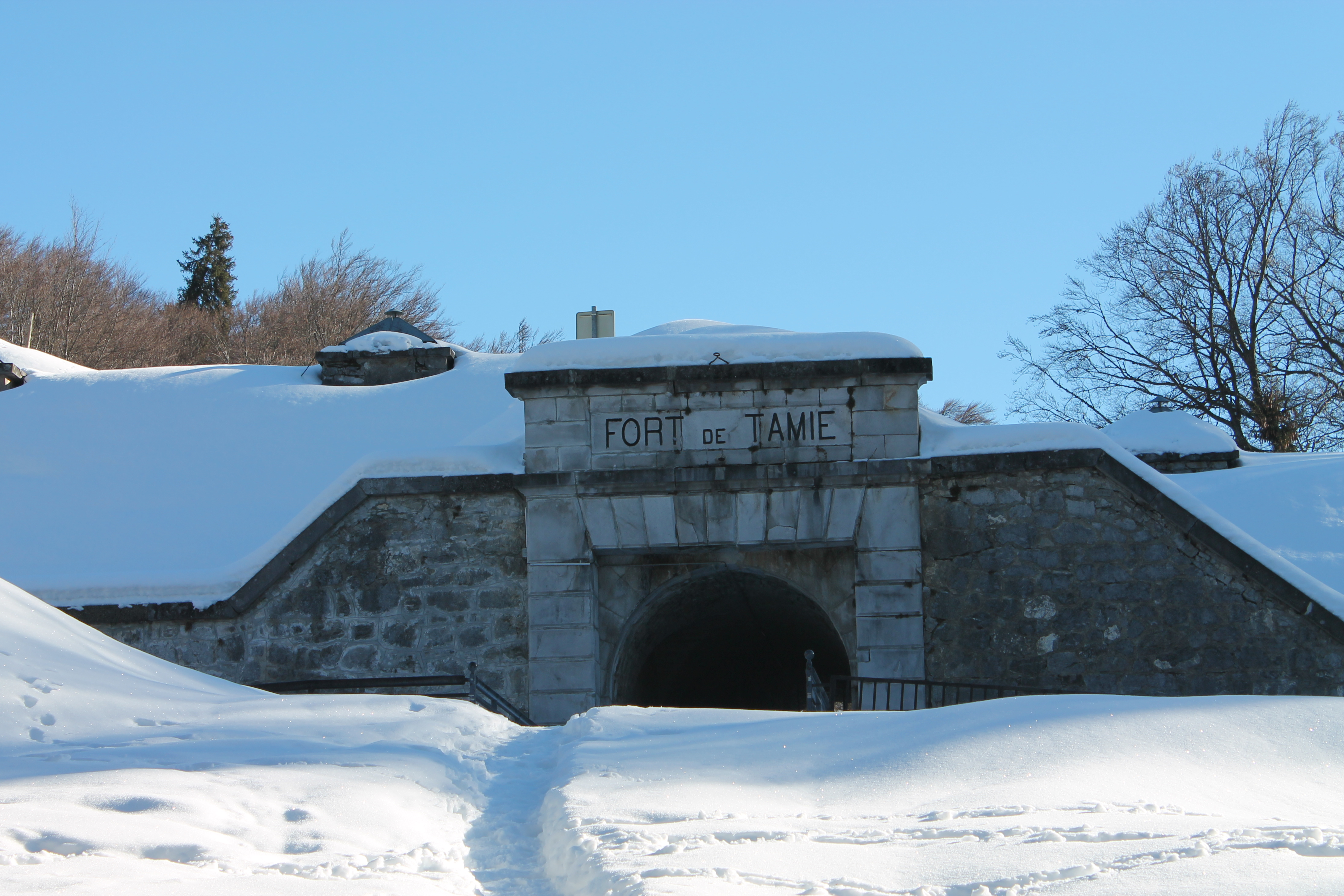
Entrée du fort de Tamié.

Châteaux et fortification
La commune possédait deux châteaux : Château-Vieux et le château de Chevron, deux possessions de la puissante Chevron, puis Chevron Villette. Le premier est mentionné au XIIe siècle, mais il est détruit par un incendie au XIVe siècle. Le second, situé près de l'église, date du XIVe siècle et est remanié au XVIIe siècle ;
Surplombant la commune et la vallée, le fort de Tamié est le plus important ouvrage défensif au débouché des vallées alpines. Édifié sur commande de l'armée française en 1876 sur 16 hectares par 600 ouvriers, tous d'origine italienne, il commandait la place d'Albertville. Acquis par un syndicat intercommunal en 1967, le fort de Tamié est aujourd'hui ouvert au public. En dessous fut aménagé le fort de Villard.
Patrimoine religieux
- Église placée sous le patronage de saint Pierre[36]. Le nouvel édifice, de style néoroman, est construit selon les plans de l'architecte Mélano en 1834[36],[37] ;
- Chapelles de Mercury

La chapelle Saint-Maurice de Gemilly, aujourd'hui à des propriétaires privés, est une ancienne église paroissiale. Elle possède des éléments romans.
D'autres hameaux possèdent des chapelles :
- Villard du Haut et la chapelle dédiée à Bernard de Menthon, à Sainte Marguerite et à Saint Claude (vers 1630) ;
- Chrevonnet et la chapelle dédiée à Sainte Anne, Saint Pierre et Saint Jacques (1628) ;
- La Frasse et la chapelle dédiée à saint Germain, Notre-Dame du Puy et Saint-Jean l’Evangéliste (1699) ;
- La Soffaz et la chapelle dédiée à saint Férréol et Saint Bon et Saint Marc (XVIIe siècle) ;
- Francois et la chapelle dédiée à saint François de Salle et à Saint Garin (avant 1792) ;
- La Ramaz et la chapelle dédiée à Notre-Dame-Des-Neiges (1752) ;
- Hérys de dessous et la chapelle dédiée à Notre Dame du Mont Carmel (1844) ;

### Personnalités liées à la commune
- Famille de Chevron, puis Chevron Villette, dont
  - Pape Nicolas II (990/995-1061), que la tradition rattache à famille Chevron et le faisant naître au château de Chevron ;
- Jean-Baptiste Miège (1815-1884), natif, prêtre jésuite, missionnaire aux États-Unis et vicaire apostolique de Kansas.
- Joseph Garin (1876-1947), natif, chanoine et historien[38] ;
- Famille Ract, dont les généraux Francisque Célestin Ract-Brancaz et Bertrand Ract-Madoux, ainsi que Martine Ract-Madoux